# Sosnowka (Kaliningrad, Gurjewsk, Lugowoje)
Sosnowka (russisch Сосновка, deutsch Kaveling) ist ein Ort in der russischen Oblast Kaliningrad. Er gehört zur kommunalen Selbstverwaltungseinheit Stadtkreis Gurjewsk im Rajon Gurjewsk.

## Geographische Lage
Sosnowka liegt 14 Kilometer südöstlich der Stadt Kaliningrad (Königsberg), südlich der Bahnstrecke Kaliningrad–Tschernyschewskoje (Teilstück der ehemaligen Preußischen Ostbahn) und zwei Kilometer von Rybnoje (an der Regionalstraße 27A-025 (ex R508)) entfernt. Die nächste Bahnstation ist Lugowoje-Nowoje an obiger Bahnstrecke.

## Geschichte
Das Kaveling (vor 1820 Kaweling, vor 1910 Caveling) genannte Gutsdorf kam 1874 in den neu errichteten Amtsbezirk Steinbeck (heute russisch: Rybnoje) und gehörte bis 1945 zum Landkreis Königsberg (Preußen) (1939 bis 1945 Landkreis Samland) im Regierungsbezirk Königsberg der preußischen Provinz Ostpreußen. Im Jahr 1910 zählte das Dorf 70 Einwohner.
Am 30. September 1928 verlor Kaveling seine Eigenständigkeit und wurde in die Landgemeinde Steinbeck (Rybnoje) eingemeindet.
Infolge des Zweiten Weltkrieges kam das nördliche Ostpreußen und mit ihm auch Kaveling zur Sowjetunion. Im Jahr 1950 erhielt der Ort den russischen Namen Roschtschino und wurde gleichzeitig dem Dorfsowjet Selenopolski selski Sowet im Rajon Kaliningrad zugeordnet. Später gelangte der Ort in den Lugowskoi selski Sowet im Rajon Gurjewsk. Von 2008 bis 2013 gehörte Sosnowka zur Landgemeinde Lugowskoje selskoje posselenije und seither zum Stadtkreis Gurjewsk.

## Kirche
Kaveling mit seiner fast ausnahmslos evangelischen Einwohnerschaft war bis 1945 in das Kirchspiel Steinbeck–Neuendorf (russisch: Rybnoje–Rschewskoje) eingepfarrt. Das gehörte zum Kirchenkreis Königsberg-Land I in der Kirchenprovinz Ostpreußen der Kirche der Altpreußischen Union. Letzter deutscher Geistlicher war Pfarrer Viktor Felix Reiß.
Heute liegt Sosnowka im Einzugsbereich der evangelisch-lutherischen Auferstehungskirche in Kaliningrad (Königsberg). Sie ist der Propstei Kaliningrad in der Evangelisch-lutherischen Kirche Europäisches Russland zugeordnet.